# Ichneumon geminus
Ichneumon geminus là một loài tò vò trong họ Ichneumonidae.